# Discografia di Don McLean
Don McLean è considerato uno dei più importanti cantautori statunitensi di ogni tempo; nella sua carriera, cominciata nel 1969 e che prosegue tutt’oggi, l’artista ha pubblicato 21 album in studio, 4 album dal vivo e 14 raccolte.

## Album in studio
| Anno | Titolo                                       | Classifiche | Classifiche | Classifiche | Classifiche | Certificazione                                                                   |
| Anno | Titolo                                       | USA         | AUS         | CAN         | UK          | Certificazione                                                                   |
| ---- | -------------------------------------------- | ----------- | ----------- | ----------- | ----------- | -------------------------------------------------------------------------------- |
| 1970 | Tapestry                                     | 111         | 22          | —           | 16          |                                                                                  |
| 1971 | American Pie                                 | 1           | 1           | 1           | 2           | - Stati Uniti: Disco di platino - Canada: Disco d'oro - Regno Unito: Disco d'oro |
| 1972 | Don McLean                                   | 23          | 15          | 15          | —           |                                                                                  |
| 1973 | Playin' Favorites                            | —           | 22          | —           | 42          |                                                                                  |
| 1974 | Homeless Brother                             | 120         | 65          | —           | —           |                                                                                  |
| 1977 | Prime Time                                   | —           | —           | —           | —           |                                                                                  |
| 1978 | Chain Lightning                              | 28          | 41          | 25          | 19          | - Olanda: Disco d'oro                                                            |
| 1981 | Believers                                    | 156         | 15          | —           | —           |                                                                                  |
| 1987 | Love Tracks                                  | —           | —           | —           | —           |                                                                                  |
| 1990 | Headroom                                     | —           | —           | —           | —           |                                                                                  |
| 1991 | Christmas                                    | —           | —           | —           | —           |                                                                                  |
| 1995 | The River of Love                            | —           | —           | —           | —           |                                                                                  |
| 1997 | Christmas Dreams                             | —           | —           | —           | —           |                                                                                  |
| 2001 | Sings Marty Robbins                          | —           | —           | —           | —           |                                                                                  |
| 2003 | You've Got to Share: Songs for Children      | —           | —           | —           | —           |                                                                                  |
| 2003 | The Western Album                            | —           | —           | —           | —           |                                                                                  |
| 2005 | Rearview Mirror: An American Musical Journey | —           | —           | —           | —           |                                                                                  |
| 2009 | Addicted to Black                            | —           | —           | —           | —           |                                                                                  |
| 2018 | Botanical Gardens                            | —           | —           | —           | —           |                                                                                  |
| 2020 | Still Playin' Favorites                      | —           | —           | —           | —           |                                                                                  |
| 2024 | American Boys                                |             |             |             |             |                                                                                  |

## Raccolte
| Anno | Titolo                                  | Classifiche | Classifiche | Certificazione                                           |
| Anno | Titolo                                  | AUS         | UK          | Certificazione                                           |
| ---- | --------------------------------------- | ----------- | ----------- | -------------------------------------------------------- |
| 1980 | The Very Best of Don McLean             | 2           | 4           | - Australia: Disco di platino - Regno Unito: Disco d'oro |
| 1986 | For the Memories                        | 63          | —           |                                                          |
| 1987 | Don McLean's Greatest Hits · Then & Now | —           | —           |                                                          |
| 1989 | For the Memories Vols I & II            | —           | —           |                                                          |
| 1989 | And I Love You So                       | —           | —           |                                                          |
| 1991 | The Best of Don McLean                  | —           | —           | - Nuova Zelanda: Disco d'oro                             |
| 1992 | Favorites and Rarities                  | —           | —           |                                                          |
| 1992 | Classics                                |             |             | - Canada: Disco d'oro                                    |
| 2000 | American Pie – The Greatest Hits        | —           | 30          | - Regno Unito: Disco d'oro                               |
| 2003 | Legendary Songs of Don McLean           | —           | 71          |                                                          |
| 2004 | Christmastime!                          | —           | —           |                                                          |
| 2007 | The Legendary Don McLean                | —           | —           |                                                          |
| 2008 | American Pie & Other Hits               | —           | —           |                                                          |
| 2012 | American Troubadour                     | —           | —           |                                                          |

## Album dal vivo
- 1976 - Solo
- 1982 - Dominion
- 2001 - Starry, Starry Night
- 2014 - Don McLean: Live in Manchester